# Seńkiwka (obwód kijowski)
Seńkiwka (ukr. Сеньківка) – wieś na Ukrainie, w obwodzie kijowskim, w rejonie boryspolskim, w hromadzie Boryspol. W 2001 liczyła 1068 mieszkańców, spośród których 1039 wskazało jako ojczysty język ukraiński, 28 rosyjski, a 1 mołdawski.